# Berchtesgadenská dohoda
Berchtesgadener Abkommen (česky Berchtesgadenská dohoda) byla smlouva uzavřená 12. února 1938 na Hitlerově soukromém sídle v Obersalzbergu. Rakouský kancléř Kurt Schuschnigg byl přinucen ustoupit Hitlerovi a amnestovat vězněné rakouské nacisty a vzít do svého kabinetu jednoho nacistu (Arthura Seyß-Inquarta). Dalším požadavkem významně omezujícím rakouskou suverenitu bylo odvolání náčelníka generálního štábu rakouské armády Alfreda Jansy. 17. února Jansa rezignoval a náčelníkem štábu se stal Franz Böhme.
Měsíc po této smlouvě však německá armáda vtrhla do Rakouska — viz anšlus.